# Leziune
Leziunea în medicină este orice alterare morfologică, patologică sau traumatică, produsă la nivel tisular sau celular. În mod general este o rană căpătată prin lovire, rănire etc. sau ca urmare a unei boli.
Leziunea este alterarea structurii unui țesut sau organ provocată de diferiți agenți fizici (arsuri, degerături), chimici (acizi sau baze tari), infecțioși, tumorali etc.